# Manerbe
Manerbe település Franciaországban, Calvados megyében. Lakosainak száma 545 fő (2022. január 1.). Manerbe Auvillars, Coquainvilliers, Formentin, Montreuil-en-Auge, Ouilly-le-Vicomte, Le Pré-d’Auge, La Roque-Baignard, Saint-Désir, Saint-Ouen-le-Pin és Le Torquesne községekkel határos.

## Népesség
A település népességének változása:
| Lakosok száma | 301  | 332  | 498  | 469  | 551  | 556  | 555  | 547  | 547  | 545  |
|               | 1968 | 1982 | 1990 | 2006 | 2013 | 2015 | 2017 | 2019 | 2020 | 2022 |